# الزعويلي (عزبة)
عزبة الزعويلي، عزبة تابعة لقرية النوايجة بالوحدة المحلية لقرية أبو مندور، التابعة لمركز دسوق، بمحافظة كفر الشيخ في جمهورية مصر العربية.